# بات مورلي
بات مورلي (بالإنجليزية: Pat Morley)‏ (18 مايو 1965 في جمهورية أيرلندا - ) هو لاعب كرة قدم أيرلندي في مركز الهجوم. لعب مع نادي شيلبورن ونادي كورك سيتي ونادي يميريك وووترفورد يونايتد ودوري أيرلندا الحادي عشر ‏ وCaroline Springs George Cross FC ‏.

## وصلات خارجية
- بات مورلي على موقع قاعدة بيانات كرة القدم.إي يو (الإنجليزية)